# Kolur Nanjundapura, Bangalore South
Kolur Nanjundapura là một làng thuộc tehsil Bangalore South, huyện Bangalore Urban, bang Karnataka, Ấn Độ.